# Jože Dolenc
Jože Dolenc, slovenski prevajalec, urednik in književnik, * 20. april 1912, Železniki, † 21. julij 1994, Ljubljana.

## Življenje in delo
Na Teološki fakulteti v Ljubljani je kot laik diplomiral leta 1938. Postal je tajnik programskega odseka pri ljubljanskem radiu in urednik revije Radio Ljubljana. Med drugo vojno je kot krščanski socialist sodeloval v NOG. Bil je član OF in v uredništvu radia Kričač. Po vojni je delal pri Slovenskem poročevalcu, med letoma 1952 in 1975 pa je bil kot urednik zaposlen pri celjski Mohorjevi družbi.
Objavljal je članke s kulturnega in literarnozgodovinskega področja. Veliko je prevajal iz nemščine, predvsem romane, povesti in pravljice. V Koledar Mohorjeve družbe je pisal razne spominske, tudi biografske zapise. Skupaj z Maksom Miklavčičem sta zasnovala in uredila delo Leto svetnikov I-IV, ki je izhajalo med letoma 1968 in 1973.